# محمد رضا قدرتي
محمد رضا قدرتي بور (بالفارسية: محمدرضا قدرتی‌پور) هو حارس مرمى إيراني يلعب لصالح نادي صبا قم في دوري المحترفين الإيراني.